# Soraia Chaves
Pour les articles homonymes, voir Chaves.
Soraia Chaves, née le 22 juin 1982 à Besteiros est une actrice portugaise et un mannequin.

## Biographie
Elle apparaît dans plusieurs séries télévisées portugaises produites par la SIC telles que Jura en 2007 ou A vida privada de Salazar (la vie privée de Salazar) en 2008, où elle joue le rôle d'Anna-Emilia Vieira, l'astrologue du dictateur. Pour le cinéma, elle incarne le personnage de la prostituée Amélia dans le film Le Crime du père Amaro (2005) et celui de « Maria » dans le film Call girl (2007). Sa prestation dans ce dernier film lui vaut de recevoir le Globo de Ouro de la meilleure actrice en 2008. Cette même année, le réalisateur Leonel Vieira lui offre un rôle à contre-emploi dans la comédie policière Arte de Roubar, celui de Prima, une jeune femme triste et laide. En 2009, elle fait partie de la distribution du film King Conqueror (personnage de Zuleyma), qui semble n'être jamais sorti.

## Filmographie

### Cinéma
- 2005 : Le Crime du père Amaro de Carlos Coelho da Silva : Amélia
- 2007 : Call girl d'Antonio Pedro Vasconcelos : Maria
- 2008 : Arte de Roubar de Leonel Vieira : Prima
- 2009 : King Conqueror, de José Antonio Escrivá : Zuleyma
- 2010 : A Bela e o Paparazzo, d'Antonio Pedro Vasconcelos : Mariana
- 2012 : Les Lignes de Wellington de Raoul Ruiz et Valeria Sarmiento : Martírio
- 2013 : RPG (Real Playing Game) de Tino Navarro et David Rebordão : Sarah

### Télévision
- 2006-2008 : Aqui não Há quem viva, Sofia
- 2007 : Jura, Patricia
- 2008 : A vida privada de Salazar, Maria Emilia Vieira
- 2010 - 2011 : Voo Directo, Patricia
- 2011 : Deux épisodes de Barcelona, ciutat neutral